# 菲律宾大型神秘海洋生物尸体
菲律宾大型神秘海洋生物尸体（英語：Philippine Globster）是指2017年2月于菲律宾迪纳加特群岛卡迪纳欧海滩发现的一具约20英尺长（6米）、4000磅重（1814公斤）的神秘生物尸体。

## 基本信息
该具尸体最初被认为可能是海牛或儒艮，动物慈善机构Orca的科学与保育部主任露西‧贝比（Lucy Babey）认为这一定是分解至最后阶段的大型海洋生物尸体，很有可能属于一条鲸鱼。卡拉加区市政府的团队认为遗骸可能是条抹香鲸，而后当地科学家证实这是只大约在两周前已死亡的鲸鱼，可能为遭船只撞击后死亡。